# 데드 러버
데드 러버(dead rubber)는 스포츠 용어로, 시리즈에서 이전 경기들의 결과가 이미 결정된 경기를 지칭한다. 따라서 데드 러버 매치는 승패에 영향을 미치지 않으며, 승패 횟수와 선수 통계에만 영향을 미친다.
이 용어는 데이비스컵과 빌리 진 킹 컵 테니스뿐만 아니라 국제 크리켓, 필드하키, FIFA 월드컵, UEFA 챔피언스리그, 럭비 월드컵, 그리고 스테이트 오브 오리진 시리즈에서도 사용된다.
예를 들어, 데이비스 컵 시리즈에서는 각 국가가 5경기(러버)를 치르며, 5전 3선승제로 승자를 결정한다. 한 팀이 3승을 거두면 남은 경기는 데드 러버라고 한다. 국제 테니스 연맹(ITF)의 데드 러버 경기 정책에 대한 마지막 개정은 2011년이다.
데드 러버의 결과는 시리즈 승패에 영향을 미치지 않기 때문에, 데드 러버는 일반적으로 덜 격렬한 분위기에서 진행되며, 시리즈에서 패배한 팀이 승리하는 경우가 많다. 때로는 최고 수준의 대회에서 많은 경기를 치르지 않은 2군 선수들이 경험을 쌓기 위해 데드 러버를 치는 기회가 주어지기도 한다. 이러한 관행은 시리즈를 완벽하게 승리할 가능성을 낮추기 때문에, 중국어에서는 데드 러버를 존엄의 대결(荣誉之战)이라고 부르는데, 이는 주로 다음 라운드 진출 기회를 놓친 선수를 지칭한다. 일본어에서는 소화시합(消化試合)이라는 표현을 사용한다.